# Matelea gentlei
Matelea gentlei är en oleanderväxtart som först beskrevs av Cyrus Longworth Lundell och Standley, och fick sitt nu gällande namn av R. E. Woodson. Matelea gentlei ingår i släktet Matelea och familjen oleanderväxter. Inga underarter finns listade i Catalogue of Life.